# 梧葉舞秋風
梧葉舞秋風，又名金風落葉，為一首古琴曲，作者為清初的莊臻鳳，最早收錄於莊氏之《琴學心聲諧譜》。《春草堂琴譜》稱莊臻鳳創作之曲中，以此曲為最。今有廣陵派傳譜及吳景略打譜的版本。

## 收錄琴譜
可見於《琴學心聲諧譜》、《澄鑒堂琴譜》、《蓼懷堂琴譜》、《琴譜千古》、《春草堂琴譜》、《蘭田館琴譜》、《自遠堂琴譜》、《琴譜諧聲》、《蕉庵琴譜》、《琴學入門》、《枯木禪琴譜》（題為金風落葉）等二十多部清代琴譜。

## 曲意
- 《蕉庵琴譜》：「此曲之妙，凋桐生杜，為天地秋聲。其氣蕭然，令人增慨。然其精意惇古淡朴，有清妙之理存焉。今故重加考訂，庶不失前人命名之意。而涼飆指下爽肅，有『靜落堦前葉，清傳月下砧』之意。」[3]
- 《琴譜諧聲》認為曲意蕭疎。[4]

## 版本
- 《琴學心聲諧譜》本，吳景略打譜，旋律輕快流暢，富舞動感，演奏時需做到連綿不斷，一氣呵成。[5][6]
- 《蕉庵琴譜》本，廣陵派傳譜，有劉少椿、梅曰強之版本，表現了秋天的靜謐與梧葉的錯落舞動。[7][8]

## 外部連結
- YouTube上的〈梧葉舞秋風〉，劉少椿演奏
- YouTube上的〈梧葉舞秋風〉，楊秋悅演奏
- YouTube上的〈梧葉舞秋風〉，始於54分20秒，楊春薇演奏
- 〈梧葉舞秋風〉 （页面存档备份，存于），楊春薇演奏
- YouTube上的〈梧葉舞秋風〉，始於35分55秒，吳文光演奏